# Ram Janmabhoomi
Ram Janmabhoomi (hindi राम जन्मभूमि) – legendarna świątynia hinduistyczna znajdująca się w Ajodhji w stanie Uttar Pradesh (Indie) poświęcona bogowi Ramie, wcieleniu Wisznu, wzniesiona w miejscu jego narodzin w X–XII wieku. W XVI wieku miała zostać zniszczona przez muzułmanów, a na jej miejscu wzniesiony został przez Babura, pierwszego władcę Wielkich Mogołów meczet Babri Masdżid.
6 grudnia 1992 roku meczet został zburzony przez fanatycznych działaczy hinduistycznych z ruchu Kar Sevaks co doprowadziło do wielotygodniowych zamieszek i pogromów ludności muzułmańskiej w całych Indiach, w tym w Ajodhja i Bombaju. W 2003 roku sąd stanowy Uttar Pradesh nakazał przeprowadzenie badań radarowych na miejscu zniszczonego meczetu, a następnie wykonanie badań wykopaliskowych w miejscu wykrycia ewentualnych anomalii geofizycznych w celu ostatecznego wyjaśnienia, czy meczet Babri wzniesiony został na ruinach świątyni Ram Janmabhoomi. Pobieżne badania potwierdziły fakt wzniesienia meczetu na ruinach wcześniejszej budowli sakralnej, jednak nie opracowano żadnego raportu jednoznacznie wskazującego czy rzeczywiście chodzi tu o legendarną świątynię boga Ramy.